# Pyrisitia euterpiformis
Pyrisitia euterpiformis is een vlindersoort uit de familie van de Pieridae (witjes), onderfamilie Coliadinae.
Pyrisitia euterpiformis werd in 1947 beschreven door Munroe.